# Arianna Castiglioni
Arianna Castiglioni (ur. 15 sierpnia 1997 w Busto Arsizio) – włoska pływaczka specjalizująca się w stylu klasycznym, wielokrotna medalistka mistrzostw Europy.

## Kariera pływacka
W 2014 roku na mistrzostwach Europy w Berlinie zdobyła brązowy medal na dystansie 100 m stylem klasycznym, uzyskawszy czas 1:07,36 min.
Rok później, podczas mistrzostw świata w Kazaniu w tej samej konkurencji była ósma z czasem 1:07,60. Na dystansie 50 m stylem klasycznym z wynikiem 31,17 s nie zakwalifikowała się do finału i została sklasyfikowana na 13. pozycji ex aequo ze swoją rodaczką, Martiną Carraro. Castiglioni płynęła także w sztafecie mieszanej 4 × 100 m stylem zmiennym, która zajęła szóste miejsce i ustanowiła nowy rekord Włoch.
W maju 2016 roku na mistrzostwach Europy w Londynie zdobyła srebrny medal w wyścigu sztafet mieszanych 4 × 100 m stylem zmiennym. W konkurencjach 50 i 100 m stylem klasycznym była dziesiąta.
Trzy miesiące później, podczas igrzysk olimpijskich w Rio de Janeiro na dystansie 100 m stylem klasycznym z czasem 1:07,32 zajęła 17. miejsce. Płynęła także w sztafecie 4 × 100 m stylem zmiennym, która w finale uplasowała się na ósmej pozycji.
W 2017 roku na mistrzostwach świata w Budapeszcie w eliminacjach 50 m stylem klasycznym ustanowiła nowy rekord swojego kraju (30,33), a w finale tej konkurencji była siódma z czasem 30,74. Na dystansie dwukrotnie dłuższym zajęła 12. miejsce, uzyskawszy czas 1:07,19. Castiglioni brała także udział w wyścigu sztafet kobiecych 4 × 100 m stylem zmiennym, w którym Włoszki uplasowały się na ósmej pozycji.
Podczas mistrzostw Europy w Glasgow zdobyła trzy brązowe medale w konkurencjach 50 i 100 m stylem klasycznym oraz w sztafecie mieszanej 4 × 100 m stylem zmiennym. W półfinale 50 m stylem klasycznym czasem 30,30 poprawiła własny rekord Włoch.